# Heinrich Grell

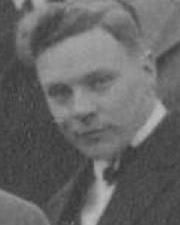
Heinrich Grell (1930)

Heinrich Grell (* 3. Februar 1903 in Lüdenscheid; † 21. August 1974 in Berlin) war ein deutscher Mathematiker, der sich mit Algebra beschäftigte.

## Leben
Grell war der Sohn eines Metzgermeisters und studierte nach dem Abitur 1922 in Lüdenscheid Mathematik, Physik und Astronomie an der Universität Göttingen, wo er 1926 bei Emmy Noether promoviert wurde (Beziehungen zwischen den Idealen verschiedener Ringe). Danach war er 1927/8 Hilfsassistent in Göttingen, Stipendiat der Notgemeinschaft Deutsche Wissenschaft und 1928 bis 1930 Assistent an der Universität Jena, wo er sich 1930 habilitierte (Verzweigungstheorie in beliebigen Ordnungen algebraischer Zahl- und Funktionenkörper). Danach war er Dozent in Jena, habilitierte sich 1934 in Halle um und wurde Dozent für Analysis und analytische Geometrie. Zum 1. Mai 1933 trat er der NSDAP bei (Mitgliedsnummer 3.083.113), er war NSDAP-Bezirksleiter der Dozentenschaft Jena und auch aktiv in der SA und in der HJ bei den Segelfliegern bzw. Motorfliegern.
1935 wurde er wegen Verstoßes gegen § 175 des Strafgesetzbuchs (homosexuelle Handlungen) inhaftiert und verlor seine Lehrbefugnis, allerdings wurde der Strafprozess gegen ihn nicht fortgesetzt. Am 26. Juli 1935 wurde er wegen angeblicher unsittlicher Handlungen an Kindern aus der NSDAP-Ortsgruppe Halle-Witteding ausgeschlossen. Bis zum Kriegsbeginn 1939 war er arbeitslos. 1939 bis 1944 war er Gruppenleiter in der Entwicklungsabteilung der Messerschmitt Flugzeugwerke. 1944/45 war er im Reichsforschungsrat in Erlangen und war nach dem Krieg zunächst Assistent an der Universität Erlangen und der Universität Bamberg, bevor er 1948 Professor an der Humboldt-Universität Berlin wurde, was er bis zu seiner Emeritierung 1968 blieb. 1959 bis 1962 war er Geschäftsführender Direktor des Instituts für Reine Mathematik der Deutschen Akademie der Wissenschaften (das von Hans Reichardt geleitet wurde) und danach 1964 bis 1972 stellvertretender Generalsekretär der Akademie. Zusammen mit Karl Maruhn und Willi Rinow gab er im Deutschen Verlag der Wissenschaften Berlin die Reihe Hochschulbücher für Mathematik heraus. 1960 wurde er mit dem Vaterländischen Verdienstorden in Silber ausgezeichnet.
1962 war er Invited Speaker auf dem Internationalen Mathematikerkongress in Stockholm (Erweiterungstheorie von eindimensionalen Noetherschen Präschemata mit Lothar Budach).